# 余俊賢
余俊賢（英語：Yu Chun-hsien，1901年12月31日—1994年1月21日），中華民國政治人物，曾任監察院院長。
余俊賢乃草根出身，在1925年加入國民黨後主理東亞地區的海外黨部事務，及負責主理與海外僑民相關的事務。在抗日戰爭期間，余氏主理僑務教育，爾後則獲選為國民黨中央委員。行憲後，余氏歷任監察委員，1973年獲選為監察院院長，至1987年退職。

## 生平

### 早年生涯
余俊賢於1901年12月生於廣東平遠，其父余子揚在43歲時因積勞成疾去世，令家境更為拮据。因此，余俊賢在高小畢業前一年便輟學，其後在叔父經營的鹽米商號做幫工賺取收入幫補家計。翌年他再返校學習，完成高小學業。他其後考入平遠中學就讀，並於1923年考進國立廣東高等師範學校就讀文史學科。由於他在學期間經常聆聽孫中山關於三民主義的演講，在耳濡目染下認同孫中山的思想，於是在1925年3月在廣州加入中國國民黨。1926年，他在中山大學畢業後（廣東高師已與其他學校合併為中山大學），擔任中國國民黨中央組織部幹事。

### 主理海外黨部及僑務
1927年12月，余俊賢奉命赴南洋籌組荷屬東印度支部，並當選為委員兼宣傳部部長，兼任當地《民國日報》總編輯。其時，國民革命軍北伐正在進行中，並發生蔡公時被日軍殘酷殺害的五三慘案。余俊賢在得知消息後義憤填胸，並撰文狠批日軍之暴行，同時號召華僑抵制日貨，以呼應國內的革命救國運動。因此，日本駐印尼領事因而脅迫荷屬印尼政府逮捕余俊賢。余氏被關進監獄八個月後被押解出境，返回南京。
1929年，余俊賢任國民黨中央組織部總幹事，不久升任主任。期間，余俊賢奉命赴菲律賓、馬來西亞、澳大利亞、紐西蘭、斐濟、緬甸、越南、香港及澳門各地視察並指導海外黨部的黨務。他在此期間協助海外百餘間華僑學校整理教務，並設立各種服務海外華僑的機構，例如南洋研究所、華僑教育總會、華僑通訊社、華僑函授學校、僑生回國升學招待所及華僑教育師資訓練所等。

### 主理廣州黨務及入主中央
1931年，余俊賢當選為國民黨中央候補委員。1936年，在陳濟棠不再主政廣州後，獲任命為國民黨廣州市黨部主任委員。抗日戰爭爆發初期，余俊賢以廣州市主委身份領導及統籌當地抗戰的事務，曾分區視察戰時黨務。
1938年冬，在廣州淪陷後，余俊賢赴重慶任僑務委員會常務委員兼教育處處長。在抗日戰爭期間，他主理僑務教育事務，並曾一度回鄉任平遠壩頭景賢中學董事長。1945年，余俊賢再任廣東省黨部主任委員，期間當選國民黨第五及第六屆中央執行委員。同時，他兼任廣東省參議會參議員、制憲國民大會代表等職。1947年，在國府行憲後，余俊賢當選為首屆監察委員。在就職以後，因熱心及公正處理彈劾官員及各種陳情事務而深得好評。

### 赴台生涯
1949年8月，余俊賢經海南島赴台。1950年3月，任台灣倫理教育學會理事長。後來，他前往英屬香港九龍居住，不久後又應召返回台灣。1973年3月，他獲國民黨提名擔任監察院院長職務，並成功獲選。1981年3月，余俊賢在69名監察委員中（共74名，5人缺席），取得58票高票連任院長一職。至1987年3月，監察院院長任期屆滿需要改選。余俊賢因考量自己已任院長達14年之久，加上年事已高決定不再競選連任。
卸任院長後，余俊賢於同月28日獲蔣經國聘任為總統府資政，同日辭去監察委員的職務。其後，他經監察院院會通過聘為榮譽顧問。在國民黨中央第十一屆全會上，余俊賢任中央評議委員，並任主席團主席，連任三屆。1994年1月，余俊賢於台大醫院病逝，享年93歲。時任總統李登輝在談及余氏病逝時，指出他對改進監察業務、澄清吏治有所貢獻，對其為國家所作的貢獻深表敬佩。

## 家庭
余俊賢的妻子是澳洲新南威爾士州首位華人牧師周容威的外孫女，其子余森美是澳洲著名華裔兒科醫生。